# Broadbridge Heath
Broadbridge Heath är en civil parish i Storbritannien.   Den ligger i grevskapet West Sussex och riksdelen England, i den södra delen av landet, 50 km söder om huvudstaden London. Arean är 2,2 kvadratkilometer. Broadbridge Heath gränsar till Dorking.
Terrängen i Broadbridge Heath är mycket platt.